# غاري إدواردز
غاري إدواردز (بالإنجليزية: Garry Edwards)‏ هو سياسي أسترالي، ولد في 6 أبريل 1950. حزبياً، نشط في الحزب الليبرالي الأسترالي. وقد انتخب عضو الجمعية التشريعية نيو ساوث ويلز.